# Sekretarz królewski
Sekretarz królewski (łac. secretarius regius) – urząd dworski I Rzeczypospolitej.

## Historia powstania urzędu
Poprzednikiem sekretarza był urząd protonotariusza. Urząd ten występował w kancelarii Jagiełły w latach 1387–1423. Później urząd ten nie znika, lecz zmienia nazwę na sekretarza. W II poł. XV w. stanowisko sekretarza królewskiego (łac. secretarius regius) nie było określone a zakres jego kompetencji nie był jeszcze ustalony. Proces różnicowania się stanowisk pisarzy i sekretarzy trwał nadal. Staropolska forma łacińskiego wyrazu secretarius brzmi tajemnik, co oddaje specyfikę jego pracy.

## Zakres kompetencji urzędu
W kancelarii królewskiej I Rzeczypospolitej główny ciężar prac kancelaryjnych ponosili pisarze i sekretarze. Granica między tymi dwoma stanowiskami była dość płynna. Kompetencje jednych i drugich były bardzo podobne. Główna różnica polegała na tym, że sekretarze byli używani do zadań bardziej odpowiedzialnych.
Sekretarzy mianował sam król. Był to urząd dożywotni, sekretarze ponadto składali przysięgę na wierność i dochowanie tajemnic państwowych. Obowiązki były liczne i nieopisane prawem. Sekretarze królewscy mieli za zadanie załatwienie korespondencji królewskiej, reprezentowanie osoby króla na sejmikach, załatwienie wszelkiego rodzaju spraw najczęściej finansowych, redagowanie korespondencji dyplomatycznej i ważniejszych dokumentów publicznych, sprawowanie poselstw, rozwiązywanie spraw spornych. Wymagano od nich przede wszystkim zdolności dyplomatycznych, znajomości języków obcych i prawa, umiejętność układania pism. Można nawet zauważyć daleką idącą monopolizację stanowisk w samej kancelarii przez sekretarzy królewskich. Obsadzali oni w całości stanowiska regensa, metrykanta, pisarza dekretowego (w sądzie asesorskim) czy też wreszcie podkanclerzego i kanclerza.
Ważnym problemem jest umiejscowienie sekretarzy na dworze i w kancelarii. Stanowisko sekretarskie było niewątpliwie urzędem dworskim, ponieważ sekretarz pobierał pensję.
Przy królu rezydowała niewielka liczba sekretarzy. Można przyjąć, że podział kancelarii na większą i mniejszą obowiązywał także sekretarzy, z tym, że król mógł swobodnie dysponować sekretarzami, tj. mógł zatrzymać ich przy sobie lub oddać ich do dyspozycji kanclerzom.
Liczba etatów sekretarskich była różna: od 6 za Batorego do 16 za Zygmunta III. Przyjęto w zasadzie podział Reinholda Heidensteina, który w swoim dziele wprowadził pojęcie sekretarzy scribentes (piszących) zatrudnionych w samej kancelarii i sekretarzy non scribentes (nie piszących) używanych głównie do posług dyplomatycznych.
Stefan Kieniewicz przyjął podział sekretarzy na etatowych, duchownych i honorowych. W przypadku dwóch pierwszych linia podziału przebiegała według formy wynagrodzenia, tzn. sekretarz duchowny był uposażony beneficjami, które stanowiły stałe i pewne źródło dochodów, sekretarz etatowy (płatny) miał pensję za wykonywaną pracę. Natomiast sekretarze honorowi nie mieli pensji ani żadnych beneficjów. Po wykonaniu jakiegoś zadania dostawali pewne nadania lub np. rekompensatę za wyjazd.
Sekretarze byli grupą społeczną, wśród której dominowała szlachta. Począwszy od pierwszych Jagiellonów rzadko spotyka się mieszczan. Dopiero w XVI w. można zauważyć niewielki wzrost. Jak trafnie zauważyła Jadwiga Krzyżaniakowa, sekretariat królewski, a ogólniej kancelaria królewska nie jest wymarzonym miejscem dla robienia kariery przez stan senatorski.
Można odnotować, że na prawie wszystkich urzędach dominowała średnia szlachta, dla której to kancelaria, a tym samym sekretariat stanowiły najbezpieczniejszą i najlepszą drogę do osiągnięcia wymarzonej kariery. Kariera mieszczan była o wiele trudniejsza, stąd niewielka liczba przedstawicieli tego stanu w sekretariacie królewskim w ciągu wieków. Mieszczanie nie mogli liczyć na więcej niż stanowisko sekretarza królewskiego czy też pisarza dekretowego (we wcześniejszym stuleciu mieszczanie osiągali nawet biskupstwa, należy wymienić tu Stanisława Hozjusza czy też Marcina Kromera. Dla mieszczan kancelaria królewska stanowiła zapewne najważniejszą drogę do uzyskania szlachectwa. Sekretarzy powoływano najczęściej z grona pisarzy królewskich, a także z dworzan królewskich. Inną specyficzną cechą sekretariatu była przewaga duchowieństwa. Za Jagiellonów 85% personelu należało do kleru. Za Zygmunta Starego i Stefana Batorego było to odpowiednio 76% i 40%. Trzeba zaznaczyć zeświecczenie sekretariatu królewskiego, które nasilało się począwszy od Stefana Batorego.
Elementem wyróżniającym sekretarza królewskiego był jego tytuł nadawany podczas składania przysięgi. Poprzednik sekretarza – protonotariusz w dokumentach występuje jako protonotarius et secretarius domini regis. Po pojawieniu się urzędu sekretarza występuje nazwa secretarius regius. Oczywiście sekretarz mógł używać tytułu notarius.
W późniejszych wiekach tytulatura niewiele się zmieniała, a ponieważ sekretarzy mianował sam król, to zawsze nosili oni tytuł secretarius SRM. W ciągu  wieków spotykamy różnorodną tytulaturę:
- secretarius regius
- secretarius noster
- secreatrius et actorum notarius
- secretarius sigilli

Można też przypuszczać, że wielu sekretarzy przywiązywało wielką rolę do swego tytułu. Stąd też wiele osób ubiegało się o to stanowisko i uważało je za bardzo znaczące. W ciągu wieków tytulatura sekretarzy była różnorodna, ale zawsze oznaczała urząd sekretarza króla. Ważnym momentem było złożenie przysięgi sekretarskiej. Przykładowo sekretarz Zygmunta Augusta, Stanisław Bojanowski opisywał przebieg swego powołania na ten urząd. Marszałek dworu Piotr Zborowski wezwał Bojanowskiego, aby ten stawił się przed królem i złożył przysięgę, która następnego dnia została uroczyście powtórzona w kościele w obecności czterech biskupów. Bojanowski nie wspomina o żadnym akcie nominacyjnym na urząd sekretarza królewskiego.

## Konkluzja
Obowiązki sekretarza były liczne, należały do nich m.in. załatwianie korespondencji królewskiej, sprawowanie poselstw dyplomatycznych, rozwiązywanie spraw spornych, załatwianie spraw finansowych etc. Od sekretarza wymagano znajomości języków obcych, znajomości prawa, zdolności oratorskich, dyplomatycznych. Sekretarz musiał być zatem osobą bardzo uniwersalną.

## Niektórzy sekretarze królewscy
- Tylon, protonotariusz Przemysła w 1286
- Stanisław Bojanowski (1507–1555) – sekretarz Zygmunta II Augusta od 1543
- Piotr Gamrat (1487–1545) – sekretarz Zygmunta I Starego
- Łukasz Górnicki (1527–1603) – sekretarz Zygmunta II Augusta od 1559
- Paweł Górnicki (1548–1632) – sekretarz Stefana Batorego
- Stanisław Hozjusz (1504–1579) – sekretarz Zygmunta I Starego i Zygmunta II Augusta w latach 1538–1549
- Jan Kochanowski (1530–1584) – sekretarz Zygmunta II Augusta od 1564
- Marcin Kromer (1512–1583) – sekretarz Zygmunta II Augusta od 1545
- Mikołaj Lasocki (zm. 1450) – sekretarz Władysława Jagiełły od 1423
- Andrzej Patrycy Nidecki (1522–1587) – sekretarz Zygmunta II Augusta od 1560, Anny Jagiellonki od 1572 i Stefana Batorego od 1576
- Jan Drohojowski, od 1579, krzewiciel kalwinizmu,
- Samuel Światopełk Bolestraszycki – sekretarz Zygmunta III
- Henryk Denhoff (zm. 1644) – wojewoda parnawski, kasztelan derpnicki,
- Jerzy Mrozowicki (1605–1677) – sekretarz Władysława IV, Jana Kazimierza, Michała Korybuta Wiśniowieckiego i Jana III Sobieskiego
- Jan Wojciech Dobrzycki (1624–1690) – stolnik ciechanowski,
- Kazimierz Sarnecki – sekretarz Jana III Sobieskiego
- Konstanty Stanisław Mrozowicki (1649–1717) – ksiądz, administrator sede vacante archidiecezji lwowskiej, sekretarz Jana III Sobieskiego
- Ignacy Kluczewski – sekretarz Stanisława II Augusta[2]
- Stanisław Trembecki (1737–1812) – szambelan Stanisława II Augusta